# Jatropha palmatifida
Jatropha palmatifida är en törelväxtart som beskrevs av John Gilbert Baker. Jatropha palmatifida ingår i släktet Jatropha och familjen törelväxter. Inga underarter finns listade i Catalogue of Life.